# Личти, Тодд
Тодд Сэмюэл Личти (англ. Todd Samuel Lichti; родился 8 января 1967 года в Уолнат-Крик, штат Калифорния, США) — американский баскетболист.

## Ранние годы
Тодд Личти родился в городе Уолнат-Крик (штат Калифорния), учился в Конкордской школе Маунт-Дьябло, в которой играл за местную баскетбольную команду.

## Студенческая карьера
В 1989 году Личти закончил Стэнфордский университет, где в течение четырёх лет играл за команду «Стэнфорд Кардинал», в которой провёл успешную карьеру, набрал в итоге 2336 очков, 652 подбора, 304 передачи, 156 перехватов и 26 блок-шотов, став её лучшим бомбардиром. При Личти «Кардинал» ни разу не выигрывали ни регулярный чемпионат конференции Pacific-10, ни турнир конференции Pacific-10, и только один раз выходили в плей-офф студенческого чемпионата США (1989), однако дальше первого раунда не прошли.

## Карьера в НБА
Играл на позиции атакующего защитника. В 1989 году был выбран на драфте НБА под 15-м номером командой «Денвер Наггетс». Позже выступал за команды «Орландо Мэджик», «Голден Стэйт Уорриорз» и «Бостон Селтикс». Всего в НБА провёл 5 сезонов. В 1989 году включался во 2-ю всеамериканскую сборную NCAA. Всего за карьеру в НБА сыграл 237 игр, в которых набрал 1870 очков (в среднем 7,9 за игру), сделал 505 подборов, 325 передач, 179 перехватов и 45 блок-шотов.
Свои лучшие годы в качестве игрока НБА Личти провёл в «Наггетс», в рядах которых он выступал на протяжении четырёх сезонов (1989—1993). В дебютном сезоне он сыграл 79 игр, набирая в среднем за матч 8,0 очка и делая 1,9 подбора и 1,5 передачи. Самым лучшим в его карьере был сезон 1990/1991 годов, в котором он из-за травмы колена провёл всего 29 матчей, причём в 25 из них выходил в стартовом составе, набирая в среднем за игру 14,0 очка и делая 3,9 подбора и 2,5 передачи.
Различные травмы, в том числе серьезная автомобильная авария, в которой погибла его невеста, Кирстин Граврок из Белвью (штат Вашингтон), в дальнейшем не дали ему играть в НБА на конкурентоспособном уровне, поэтому по окончании сезона 1993/1994 годов, в котором он успел поиграть в трёх разных командах, не проведя в каждой из них более пяти матчей, Личти решил завершить свою карьеру в лиге.

## Зарубежная карьера
Через два года Личти переехал в Австралию, где на протяжении четырёх сезонов (1996—1999) выступал в Национальной баскетбольной лиге за команду «Перт Уайлдкэтс», куда он отправился по приглашению своего бывшего одноклубника по студенческой команде «Стэнфорд Кардинал» Эндрю Влахова, уроженца Перта. За свою вполне успешную заокеанскую карьеру он провёл 82 матча, набирая в среднем за игру по 16,8 очка, 5,4 подбора, 2,7 передачи и 1,6 перехвата.

## Статистика

### Статистика в НБА
| Сезон                                                                                    | Команда      | Регулярный сезон | Регулярный сезон | Регулярный сезон | Регулярный сезон | Регулярный сезон | Регулярный сезон | Регулярный сезон | Регулярный сезон | Регулярный сезон | Регулярный сезон | Регулярный сезон | Серия плей-офф | Серия плей-офф | Серия плей-офф | Серия плей-офф | Серия плей-офф | Серия плей-офф | Серия плей-офф | Серия плей-офф | Серия плей-офф | Серия плей-офф | Серия плей-офф |
| Сезон                                                                                    | Команда      | GP               | GS               | MPG              | FG%              | 3P%              | FT%              | RPG              | APG              | SPG              | BPG              | PPG              | GP             | GS             | MPG            | FG%            | 3P%            | FT%            | RPG            | APG            | SPG            | BPG            | PPG            |
| ---------------------------------------------------------------------------------------- | ------------ | ---------------- | ---------------- | ---------------- | ---------------- | ---------------- | ---------------- | ---------------- | ---------------- | ---------------- | ---------------- | ---------------- | -------------- | -------------- | -------------- | -------------- | -------------- | -------------- | -------------- | -------------- | -------------- | -------------- | -------------- |
| 1989/90                                                                                  | Денвер       | 79               | 4                | 16,8             | 48,6             | 0,0              | 74,7             | 1,9              | 1,5              | 0,7              | 0,2              | 8,0              | 3              | 0              | 23,3           | 51,7           | 0,0            | 73,7           | 6,0            | 3,0            | 0,3            | 0,0            | 14,7           |
| 1990/91                                                                                  | Денвер       | 29               | 25               | 29,7             | 43,9             | 29,8             | 85,5             | 3,9              | 2,5              | 1,6              | 0,3              | 14,0             | Не участвовал  | Не участвовал  | Не участвовал  | Не участвовал  | Не участвовал  | Не участвовал  | Не участвовал  | Не участвовал  | Не участвовал  | Не участвовал  | Не участвовал  |
| 1991/92                                                                                  | Денвер       | 68               | 10               | 17,3             | 46,0             | 11,1             | 83,9             | 1,7              | 1,1              | 0,6              | 0,2              | 6,6              | Не участвовал  | Не участвовал  | Не участвовал  | Не участвовал  | Не участвовал  | Не участвовал  | Не участвовал  | Не участвовал  | Не участвовал  | Не участвовал  | Не участвовал  |
| 1992/93                                                                                  | Денвер       | 48               | 12               | 15,7             | 44,9             | 33,3             | 79,4             | 2,1              | 1,1              | 0,6              | 0,2              | 6,9              | Не участвовал  | Не участвовал  | Не участвовал  | Не участвовал  | Не участвовал  | Не участвовал  | Не участвовал  | Не участвовал  | Не участвовал  | Не участвовал  | Не участвовал  |
| 1993/94                                                                                  | Орландо      | 4                | 0                | 5,0              | 44,4             | -                | -                | 1,0              | 0,5              | 0,5              | 0,0              | 2,0              | Не участвовал  | Не участвовал  | Не участвовал  | Не участвовал  | Не участвовал  | Не участвовал  | Не участвовал  | Не участвовал  | Не участвовал  | Не участвовал  | Не участвовал  |
| 1993/94                                                                                  | Голден Стэйт | 5                | 0                | 11,6             | 35,7             | 100,0            | 81,8             | 2,0              | 0,6              | 0,0              | 0,0              | 6,2              | Не участвовал  | Не участвовал  | Не участвовал  | Не участвовал  | Не участвовал  | Не участвовал  | Не участвовал  | Не участвовал  | Не участвовал  | Не участвовал  | Не участвовал  |
| 1993/94                                                                                  | Бостон       | 4                | 0                | 12,0             | 42,9             | -                | 50,0             | 2,0              | 1,5              | 1,3              | 0,3              | 4,8              | Не участвовал  | Не участвовал  | Не участвовал  | Не участвовал  | Не участвовал  | Не участвовал  | Не участвовал  | Не участвовал  | Не участвовал  | Не участвовал  | Не участвовал  |
|                                                                                          | Всего        | 237              | 51               | 17,9             | 46,0             | 24,4             | 78,9             | 2,1              | 1,4              | 0,8              | 0,2              | 7,9              | 3              | 0              | 23,3           | 51,7           | 0,0            | 73,7           | 6,0            | 3,0            | 0,3            | 0,0            | 14,7           |
| Наведите курсор мыши на аббревиатуры в заголовке таблицы, чтобы прочесть их расшифровку. |              |                  |                  |                  |                  |                  |                  |                  |                  |                  |                  |                  |                |                |                |                |                |                |                |                |                |                |                |

### Статистика в NCAA
| Сезон | Команда  | Conf   | Class | GP  | GS | MPG  | FG%  | 3P%  | FT%  | RPG | APG | SPG | BPG | PPG  |
| --- | -------- | ------ | ----- | --- | -- | ---- | ---- | ---- | ---- | --- | --- | --- | --- | ---- |
| 1985/86 | Стэнфорд | Pac-10 | FR    | 30  | 25 | 29,2 | 53,3 |      | 81,4 | 4,7 | 1,3 | 1,6 | 0,1 | 17,2 |
| 1986/87 | Стэнфорд | Pac-10 | SO    | 28  | 28 | 34,8 | 51,7 | 47,6 | 80,9 | 5,7 | 2,5 | 1,3 | 0,3 | 17,6 |
| 1987/88 | Стэнфорд | Pac-10 | JR    | 33  |    | 34,5 | 54,7 | 51,7 | 87,9 | 5,6 | 2,8 | 1,2 | 0,3 | 20,1 |
| 1988/89 | Стэнфорд | Pac-10 | SR    | 33  | 33 | 33,8 | 54,9 | 43,4 | 85,0 | 5,0 | 3,2 | 1,0 | 0,2 | 20,1 |
| Всего | Всего    | Всего  | Всего | 124 | 86 | 33,1 | 53,8 | 47,7 | 84,0 | 5,3 | 2,5 | 1,3 | 0,2 | 18,8 |
| Наведите курсор мыши на аббревиатуры в заголовке таблицы, чтобы прочесть их расшифровку Статистика приведена с сайта sports-reference.com |          |        |       |     |    |      |      |      |      |     |     |     |     |      |